# بيتر كرولي
بيتر كرولي (بالإنجليزية: Peter Crowley)‏ هو لاعب كرة القدم الغالية أيرلندي، ولد في 22 مايو 1990 في ترالي ‏ في جمهورية أيرلندا.